# Cattleya coccinea
Cattleya coccinea är en orkidéart som beskrevs av John Lindley. Cattleya coccinea ingår i släktet Cattleya och familjen orkidéer. Inga underarter finns listade i Catalogue of Life.

## Bildgalleri

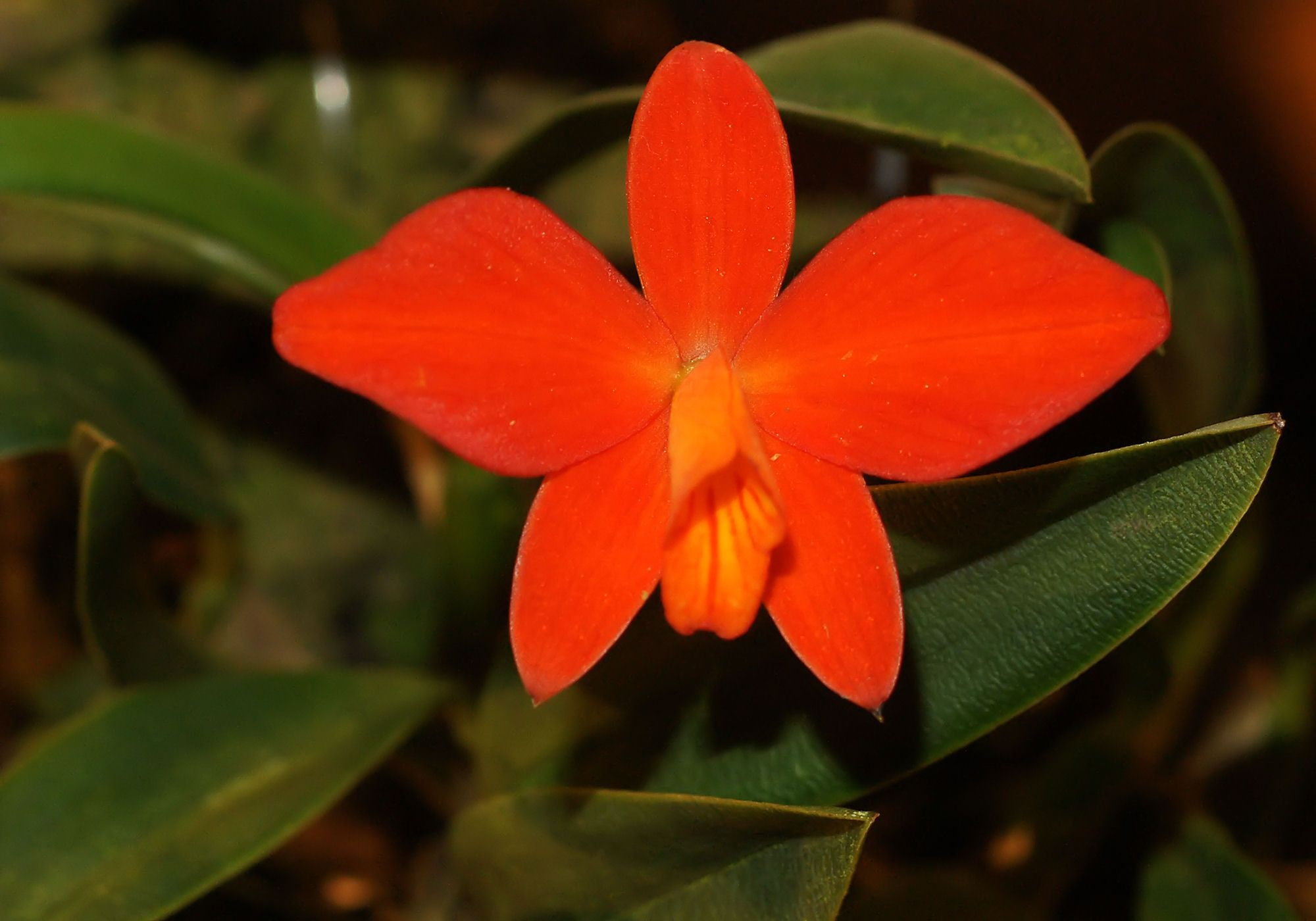
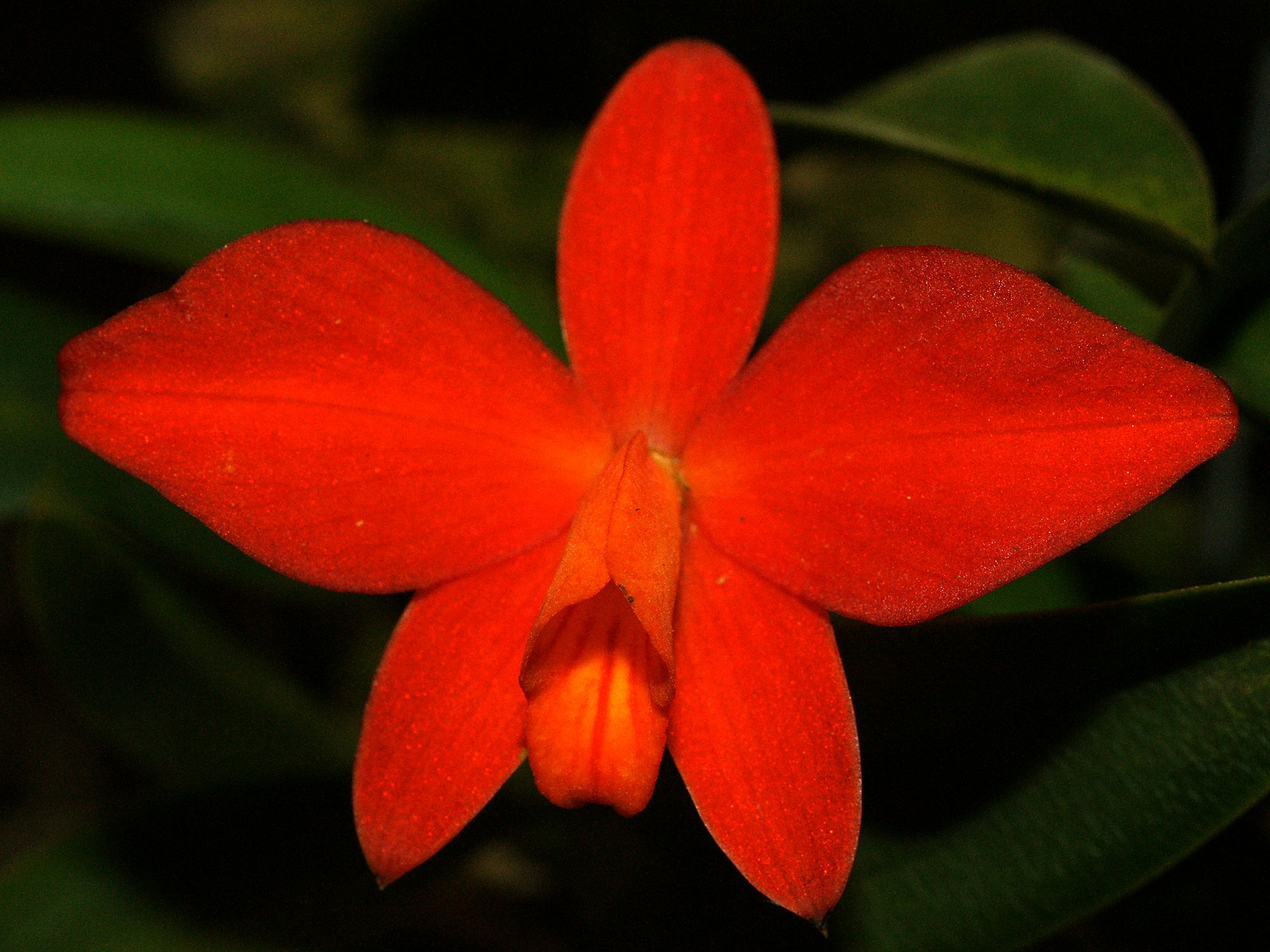
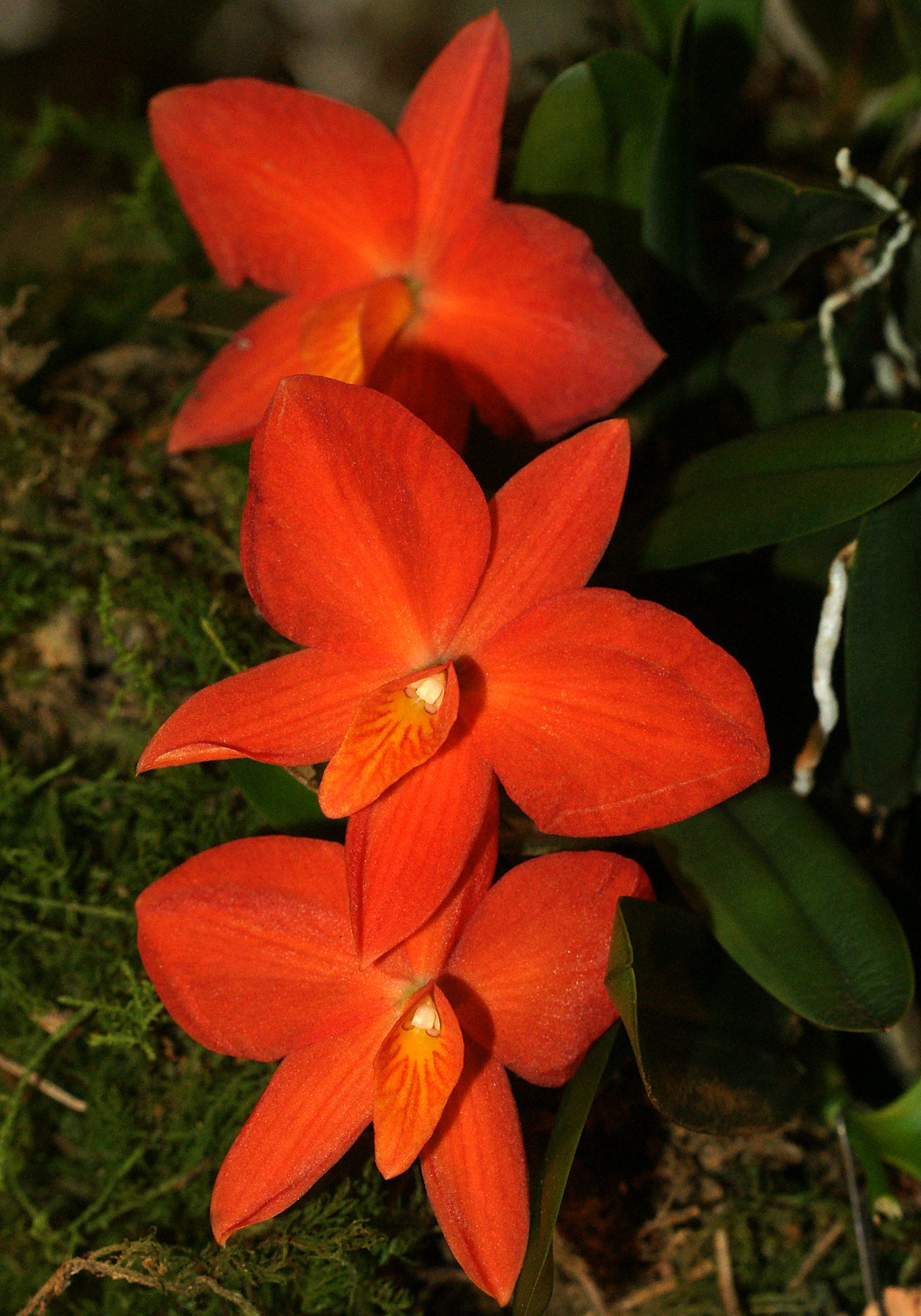
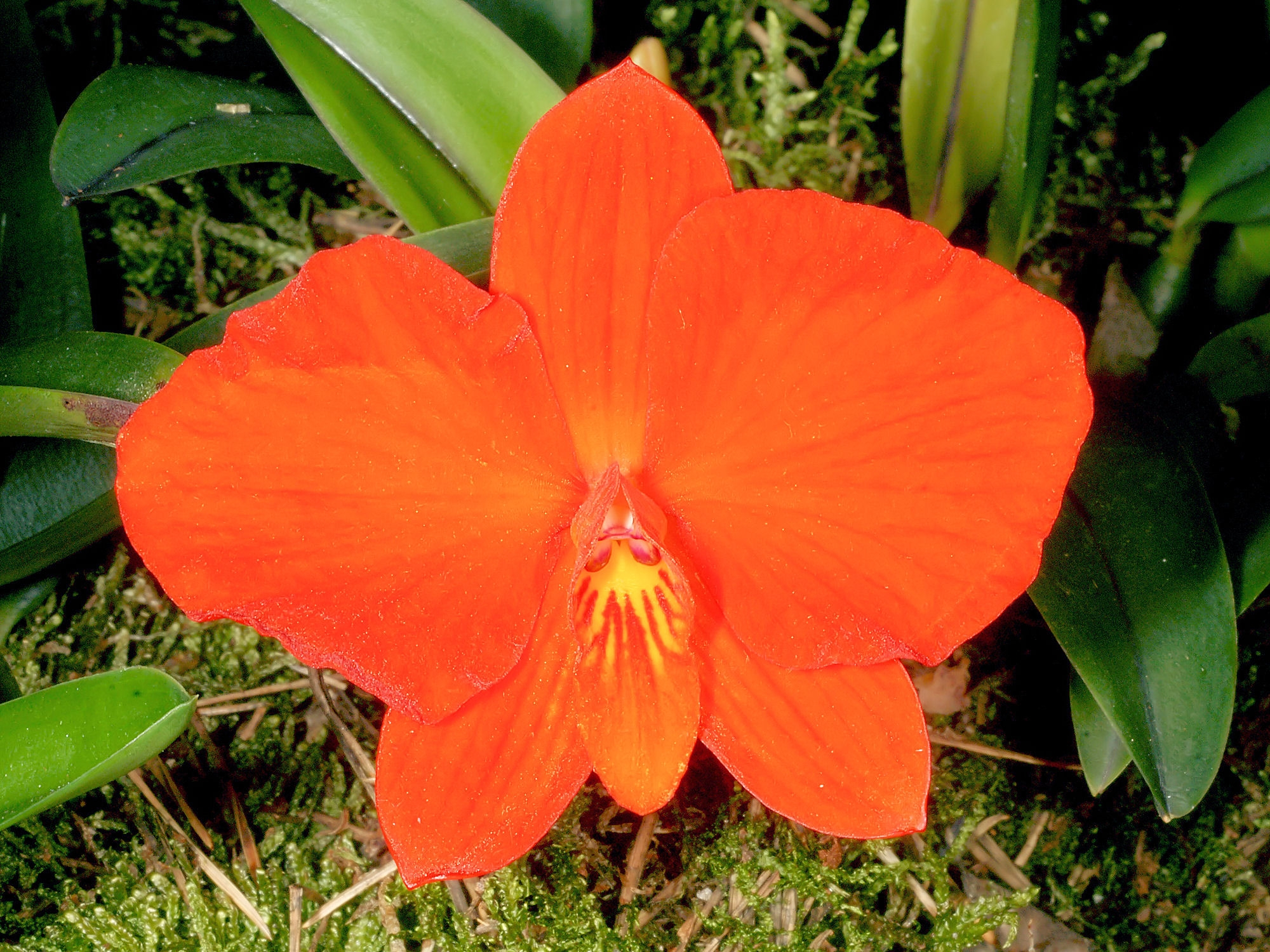
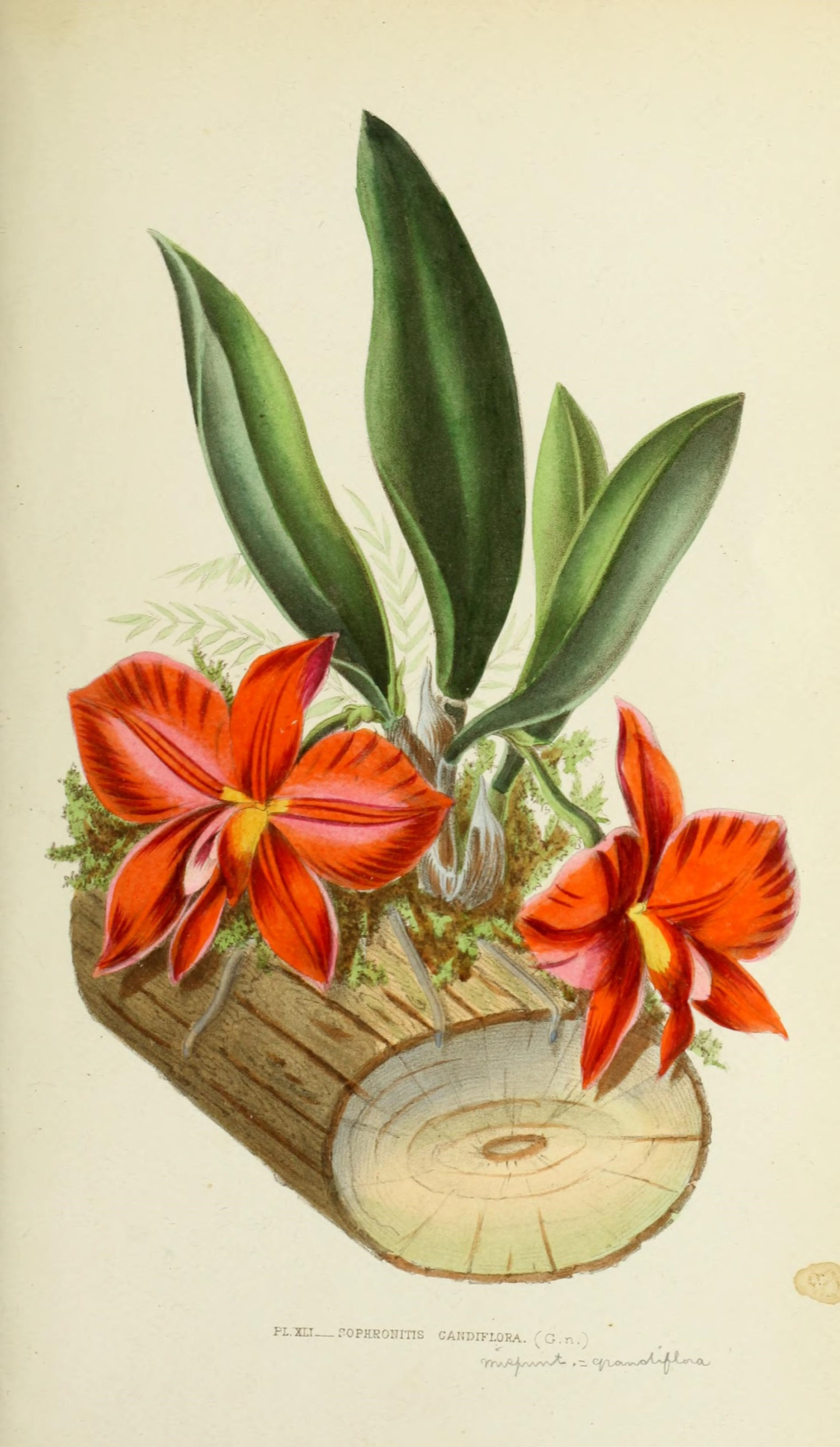
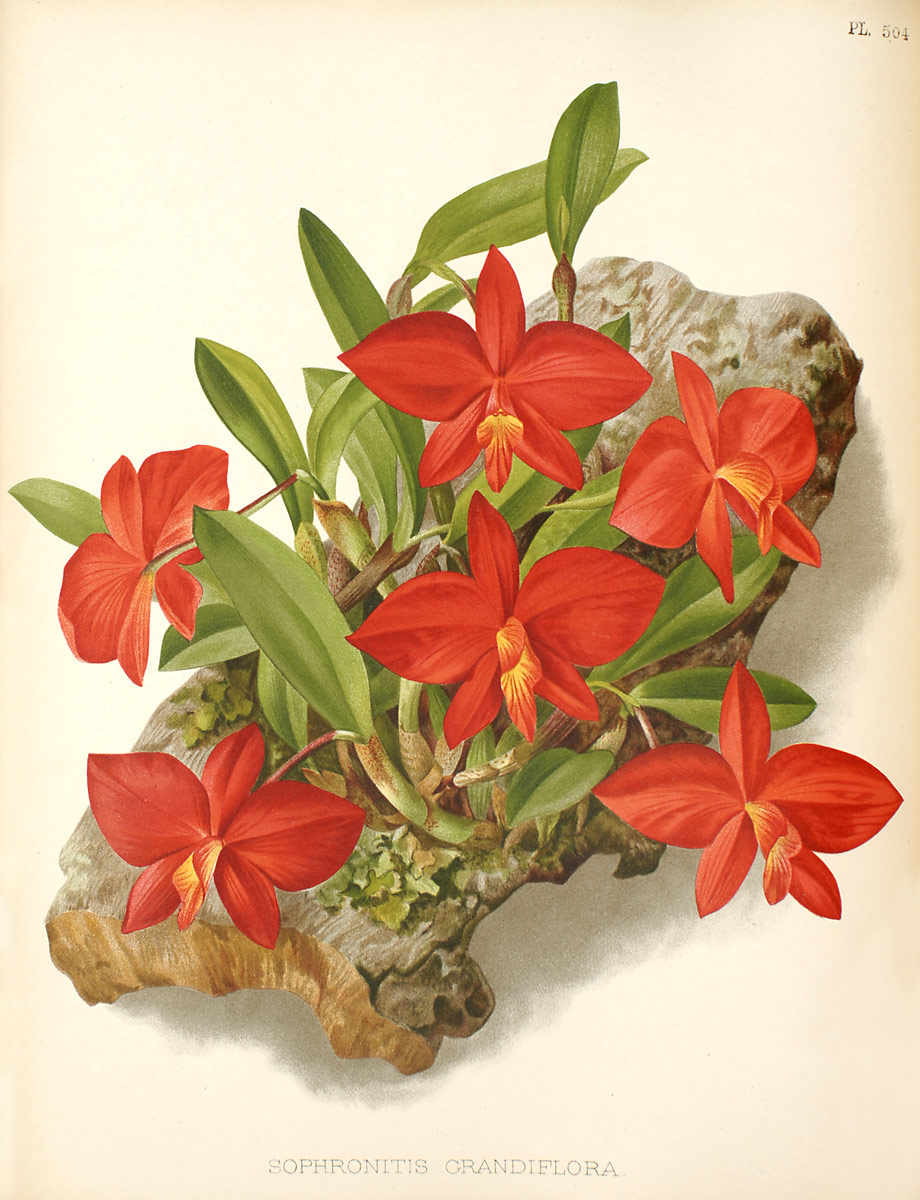